# Erissel
Erissel (Arabisch: أرسل) of Irsal is het oostelijkste dorp van het Jemenitische eiland Socotra. Het is een vissersdorp en vormt onderdeel van het district Hadiboh. Erissel telt naar schatting 400 inwoners. Vlakbij ligt het vissersgehucht Nissam.

Erissel ligt iets ten westen van de gelijknamige kaap Ras Erissel (of Rhiy di-Irīsal), de smalle en het meest oostelijke punt van Socotra. Bij Ras Irissel ontmoeten de Indische Oceaan en de Arabische Zee elkaar. De kaap bestaat uit amfibolitische rotsen, die in de afgelopen eeuw berucht waren doordat veel schepen hiermee in botsing kwamen.

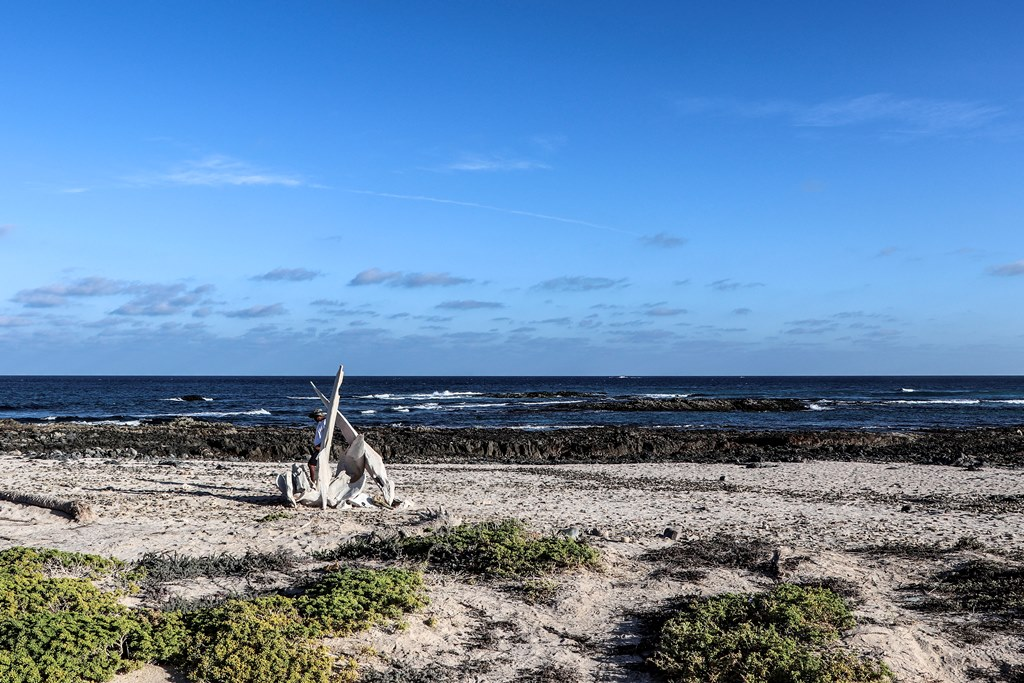
Kogelvisbotten bij Ras Erissel